# Rascafría
Rascafría est une commune de la communauté de Madrid, en Espagne. Au sud de la commune se trouve l'ancienne chartreuse d'El Paular, aujourd'hui abbaye bénédictine.